# Bonet de San Pedro

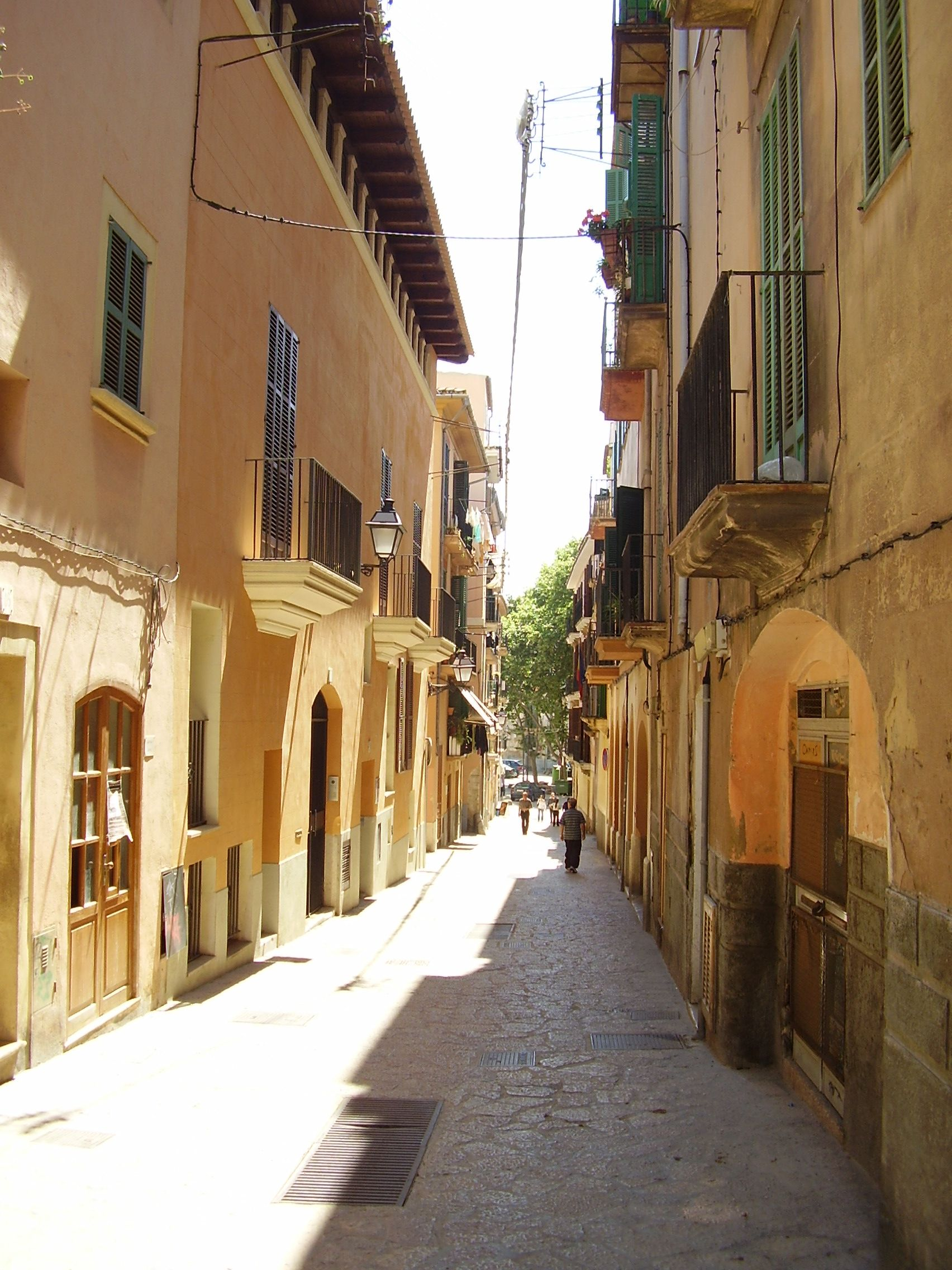
Una de las calles del barrio de San Pedro en Palma de Mallorca, barrio originario de Pedro Bonet Mir.

Pedro Bonet Mir, más conocido por su nombre artístico Bonet de San Pedro, o en mallorquín Bonet de Sant Pere (Palma de Mallorca, Islas Baleares, 27 de agosto de 1917 - ibídem, 18 de mayo de 2002) fue un cantante, compositor, autor y arreglista de música español.

## Biografía
Fue el tercero de los 3 hijos de Damián Bonet y Margarita Mir, familia originaria del pueblo mallorquín de Santañí, al sureste de la isla. Ya a muy temprana edad destacaba por su pasión por la música. Su madre viuda de su padre, que murió en naufragio, pues era patrón de cabotaje, le compró una guitarra a principios de los años 30 por 7 pesetas. Con esa guitarra empezó su vida musical y artística.
Pero antes de esta guitarra Pedro o mejor dicho Pedrito, por la edad que tenía, ayudaba a su madre en la venta ambulante de alimentos: pescados, huevos, leche, etc. y así contribuía a mejorar la economía de su familia. Años más tarde comenzó a trabajar en el Club de Regatas Sagrera y más tarde fue ayudante de camarero en el famoso Hotel Mediterráneo, ambos en Mallorca. Posteriormente comenzó a actuar en el Café Born, donde los domingos por la tarde tocaba la Orquesta de Tomeu Mayans, y desde allí comenzó de forma imparable su ascenso musical. El nombre artístico de Bonet de San Pedro aparece en esta época, ya que su barrio de nacimiento y en el que vivía era el barrio de San Pedro. Estuvo integrado en el grupo mallorquín famoso en toda la isla "Los Trashumantes" actuando también en varias provincias del resto de España y regresando de nuevo a Mallorca.
Después la isla se le quedó pequeña y dio el salto a la península. Fue el cantante "cantor" (denominación de la época al que cantaba en una orquesta) de la Gran Orquesta de Ramón Evaristo. También cantó con la Orquesta Gran Casino, ambas en Barcelona. El 1 de septiembre de 1942 creó la famosa agrupación llamada "Bonet de San Pedro y los 7 de Palma" con la que cosechó los mayores éxitos de su vida y donde revolucionó el panorama musical de la época con sus ritmos y canciones.

## Bonet de San Pedro y los 7 de Palma
Bonet de San Pedro y los 7 de Palma fue realmente fundada por: Pedro Bonet Mir, Josita Tenor (la única mujer del grupo), Miquel Roselló y Jaime Vilas, que a la vez fue el cuarteto vocal. Años más tarde se incorporaron los 4 restantes, y la primera formación de los 7 de Palma quedó en este orden:
- Piano: Joaquín Aza
- Batería: Ricardo Benedicto
- Bajo: Jaume Villagrasa
- Guitarra y voz: Miquel Roselló
- Guitarra y voz: Josita Tenor
- Violín y voz: Jaume Vilas
- Guitarra, Saxofón, Clarinete, Vibráfono, Cantante solista y jefe del grupo: Bonet de San Pedro.

Este grupo debutó como tal el día 3 de octubre de 1942 en el Salón Rigat de Barcelona cosechando una aclamadísimo éxito; allí actuaron durante un tiempo para después pasar al Club Trébol, también en la ciudad condal. Tras el paso al club Trébol se dio de baja el pianista y fue reemplazado por Daniel Aracil. Ese mismo año actuaron en la sala "Jardines Virginia de Palma de Mallorca. Posteriormente se dieron de baja Ricardo Benedicto y Miquel Roselló, que fueron reemplazados por el batería Ernesto Felani y el guitarra Joaquim Escanellas. Dado que el grupo se reforzó incluso musicalmente, el dueño de la Sala Trébol de Barcelona los volvió a contratar.
Varias de sus canciones se incluyeron en algunas películas, como por ejemplo: Una sombra en la ventana (1942), Viviendo al revés (1943), El secreto inconfesable de un chico bien (1976), No quiero perder la honra (1975), Pim Pam Pum fuego (1975) o El profesor Eróticus (1981)
Tiene registradas en la SGAE ("Sociedad General de Autores Españoles") más de 130 canciones. Su ingreso en dicha asociación data del 2 de marzo de 1942.
Su verdadera pasión fue el jazz; es por ello que en los años 80 creó una banda denominada "Swing Group Balear", donde se explayaron y deleitaron a sus oyentes con sus demostraciones musicales durante varios años.
En la década de 1970 resurgió de nuevo con la moda de la música camp, y como él los artistas de su época volvieron a actuar y a ser reclamados por el público. Bonet de San Pedro actuó en TVE en varias ocasiones entre ellas en el programa 300 millones, con la Orquesta Mondragón, junto a Renato Carosone, La Trinca. También en Antena 3 junto a Paloma San Basilio o los roqueros catalanes Los Rebeldes por citar algunos.
A lo largo de su carrera artística actuó y compartió cartel con artistas de la talla de: Sara Montiel, Jorge Sepúlveda, Antonio Machín, Lorenzo González, Antonio Molina, Lola Flores, Dúo Dinámico, Enrique Guzmán, Juan Manuel Serrat, Tete Montoliu o José Guardiola entre otros.
Pedro Bonet Mir fue un amante del humo, gran fumador de puros y de sus inseparables pipas; su colección rondaba el millar y las tenía expuestas en las paredes de su casa con unos sistemas de colocación especiales para elegir la que quería fumar con facilidad en cada momento. Tenía tal relación y armonía con las pipas que llegó a fabricar una quincena de ellas con sus manos moldeándolas y creando figuras tan especiales como aves, flores, caracolas y peces de los trozos de madera de brezo virgen que le proporcionaba su gran amigo Joan Bonet, conocido en Mallorca y en los ambientes piperos por su fábrica de pipas como Bonet de ses Pipes.
Como artista que era, incursionó en la pintura: pinto más de un centenar de cuadros, y desde muy joven ya pintaba al óleo, a la acuarela, al carbón o a la plumilla. Expuso un varias ocasiones y en diferentes galerías.
La canción de Bonet de San Pedro por la que ha pasado a la historia de la música ha sido Raska-yu, una adaptación del tema «You Rascal You» de Louis Armstrong. Otras de sus composiciones más memorables fueron Bajo el cielo de Palma, Cala D´or, Canto a Mallorca, Sombras de Formentor, Palmanova, Costa de Calvià, Ciutadella bona terra, El Tiroliro, Carita de ángel, La vestidita de blanco, La noticia, Raquel, Club Trébol, Mediterráneo, Isla Blanca, Volverá la primavera, El buen Cupido, Yo le cuento a las estrellas, Juntito al mar, Mallorca tiene de todo o Caracola entre otras. Son composiciones realizadas con la morriña, nostalgia y cariño desde la distancia en sus viajes fuera de su Mallorca y sus Baleares, siempre mencionando la belleza, paz, luz, color, sol de su tierra, promocionando por donde fuere su “Roqueta”, su Isla, denominada así por los mallorquines. Lógicamente en los discos solicitados de los años 40, 50 y 60 al escuchar tanta belleza inigualable se llegó a promocionar tanto que para muchísimos novios en su viaje de bodas era casi imperdonable no viajar a una isla tan bella. Fue Bonet el primer publicista sonoro en la promoción de Mallorca. 
El 11 de febrero de 1984 fue homenajeado por sus compañeros de profesión en un concierto celebrado en el Auditorium de Palma de Mallorca, en el que participaron entre otros artistas Juan Manuel Serrat, Tete Montoliu, Pedro Iturralde, Los Valldemossa, Eugenio, entre otros muchos y fue presentado por Guillem D´Efak. También fue homenajeado en el Auditorium el 7 de diciembre de 1998, en el cual participaron los siguientes artistas: Los Valldemosa, Eugenio, José Guardiola, Lorenzo González, Luis Cobos, Rudy Ventura, Salomé, Xesc Forteza, Tomeu Penya, Jaume Sureda y otros, y presentado por Salvador Escamilla y Joan Frontera, dirigiendo la parte musical del homenaje Miguel Massot. En 2001, artistas de las islas y del resto de España como Moncho Borrajo, Serafín Nebot y Luis Javaloyas (Los Javaloyas), Toni Frontiera, Jaume Sureda o Toni Morlá entre otros, cantaron las canciones del autor mallorquín. El disco se tituló "Entre Amigos", y en él participó el propio artista.
A título póstumo dejó unas grabaciones que nunca se editaron, como: Cuevas del Drach, Raskaté (el hijo de Raskayú) y Pico pala y arado (compuesta por su hijo).
Murió en su casa de Palma de Mallorca la madrugada del viernes 18 de mayo de 2002.
Popularmente era conocido como el duque de la ensaimada: lo de duque por su elegancia, porte y presencia; la ensaimada, por ser de Mallorca (isla en la cual se hace la ensaimada).